# Ясеновское сельское поселение (Тульская область)
Ясеновское сельское поселение — упразднённое муниципальное образование со статусом сельского поселения в Ефремовском районе Тульской области России.
Административным центром было село Хмелевое.

## История
Законом Тульской области от 11 июня 2014 года № 2138-ЗТО муниципальные образования город Ефремов, Ясеновское и Лобановское были объединены во вновь образованное муниципальное образование город Ефремов, наделённое статусом городского округа.

## Население
| 2010 | 2012    | 2013    | 2014    |
| ---- | ------- | ------- | ------- |
| 4985 | ↗10 731 | ↗11 573 | ↗11 618 |

## Населённые пункты
В состав сельского поселения входили населённые пункты (распределены по сельским округам Ефремовского района Тульской области):
Большеплотавский сельский округ:
- деревня Большие Плоты, деревня Екатериновка, деревня Залесское, посёлок Земледелец, посёлок Крестище, посёлок Никольский, деревня Сафоновка.

Овсянниковский сельский округ:
- деревня Голубочки, посёлок Мосоловский, село Овсянниково, деревня Речки.

Павло-Хуторской сельский округ:
- деревня Александровка, деревня Воейково, деревня Глинки, деревня Медунецкое, деревня Натальино, село Павлов Хутор, посёлок Первое Мая, деревня Пронищево, деревня Черенково.

Тормасовский сельский округ:
- деревня Дмитриевка, посёлок Заря, деревня Кочергинка, деревня Малая Косая, село Маслово, посёлок Мирный, посёлок Новая Жизнь, деревня Разнотоповка, деревня Старая Косая, село Тормасово.

Чернятинский сельский округ:
- село Буреломы, посёлок Гремучий, деревня Заречье, деревня Каланчиновка, посёлок Каменский, деревня Каталовка, село Новокрасивое, посёлок Северная Звезда, деревня Чернятино.

Посёлок Левшин Лес.
Кукуйский сельский округ:
- деревня Вязаловка, деревня Горяиново, деревня Домашнево, село Кочкино, посёлок Кочкинские Выселки, деревня Крюково, деревня Кукуй, деревня Михнево, деревня Новое Глотово, деревня Подлутово, деревня Теглево, деревня Трусово, деревня Ченское.

Медведский сельский округ:
- деревня Белевка, деревня Большие Медведки, деревня Болоховское, посёлок Калиновский, деревня Малые Медведки, деревня Николаевка, деревня Новое Перевесово, посёлок Охотский, деревня Старое Перевесово.

Поддолговский сельский округ:
- сельский посёлок железнодорожный разъезд Буреломы, деревня Кирилловка, деревня Малая Хмелевая, деревня Машаровка, деревня Поддолгое, деревня Скороваровка, село Хмелевое.

Пожилинский сельский округ:
- деревня Береговские Выселки, деревня Большая Корчажка, деревня Варламовка, деревня Вторые Пожилинские Выселки, деревня Круглое, деревня Первые Пожилинские Выселки, село Пожилино.

Степнохуторской сельский округ:
- деревня Андреевка, деревня Каменка, посёлок Каменский, деревня Колодези, посёлок Кременный, сельский посёлок железнодорожная станция Непрядва, посёлок Новый Мир, посёлок Раздолье, деревня Сергиевка, посёлок Степной.

Ясеновский сельский округ:
- деревня Богово, село Дубики, посёлок Западная Звезда, посёлок Красивый, деревня Левшино, посёлок Мичурина, деревня Малая Корчажка, деревня Медовая, посёлок Серп и Молот, посёлок Совхозный, деревня Ясеновая.